# 北条時宗
北条 時宗（ほうじょう ときむね）は、鎌倉時代中期の鎌倉幕府第8代執権（在職：1268年 - 1284年）。5代執権北条時頼の次男（嫡男）。鎌倉幕府執権職を世襲する北条氏の嫡流得宗家に生まれ、世界帝国であったモンゴル帝国の圧力が高まるなかで執権に就任。内政にあっては得宗権力の強化を図る一方、モンゴル帝国（大元朝）の2度にわたる侵攻（元寇）を退けた。官位は、正五位下相模守。贈従一位。

## 生涯

### 出生から執権就任まで
建長3年（1251年）5月15日、相模国鎌倉、安達氏の甘縄邸に生まれる。長兄に宝寿丸（のちの北条時輔）がいたが彼は側室の子（庶子）であったため、正寿が後継者に指名された。
康元元年（1256年）、父・時頼は病のためもあり、執権職を義兄の北条長時に譲り出家した。康元2年（1257年）、正寿はまだ7歳という年齢でありながら、将軍御所にて征夷大将軍・宗尊親王の加冠により元服し、親王より偏諱（「宗」の1字）を賜り、相模太郎時宗と名乗る。この時、後に義兄となる安達泰盛が烏帽子を運ぶ役目を務めたという。元服には北条氏一門や得宗被官、公家などが列席し、盛大な儀式が催された。庶兄である時輔とは元服の規模に大きな違いがあり、時宗が名実共に北条の次期棟梁であることが周知された。改元して正嘉元年（1257年）6月23日には、宗尊親王が納涼の為に時宗の住む山ノ内の泉亭に来訪している。
文応元年（1260年）、将軍の供奉などを務める小侍所の別当に就任する。当時すでに北条実時が別当の任にあり、また小侍所はそれまで別当を複数置く官職ではなかったが、時宗の就任以降は別当を複数任命することが慣行となる。これは、すでに実時が別当になっているところへ、さらに時宗が別当に就任したことを正当化するための慣例化だという。この時宗の小侍所入りは、将来の彼が執権になるための経験を積ませるための時頼の配慮だった。ともに小侍所の別当であった実時は深慮に富んだ教養深い人物で、時宗は彼から指導を受けて人格を陶冶したと考えられる。
弘長元年（1261年）4月に安達義景の娘（安達泰盛の異母妹）の堀内殿と結婚。極楽寺での武芸大会で宗尊親王から褒め称えられた逸話もある。
弘長3年（1263年）11月、父時頼が死去し13歳で得宗の地位を継ぐ。文永元年（1264年）7月、6代執権の長時が出家し、一門長老の北条政村が7代執権となり、長時は翌8月に死去。同月に時宗は14歳で執権の補佐を務める連署に就任する。執権政村や一族の重鎮北条実時と協力して、文永3年（1266年）に宗尊親王の将軍廃位と京都送還、宗尊の子惟康王の将軍擁立などを行った。
クビライ・ハンがモンゴル皇帝に即位した8年後の文永5年（1268年）正月、高麗の使節が元の国書を持って大宰府を来訪、蒙古への服属を求める内容の国書が鎌倉へ送られる。3月5日には政村から執権職を継承し、時宗は18歳で第8代執権となる。

### 元寇前夜
時宗は前執権の政村や義兄の安達泰盛、北条実時・平頼綱らに補佐され、モンゴルの国書に対する返牒など対外問題を協議し、大田文の作成、御家人の所領譲渡制限、異国警固体制の強化や、異国調伏の祈祷などを行わせる。モンゴルからの度々の国書には一切返事を与えず、また朝廷が作成した返牒案も採用しなかった。一方でモンゴルに滅ぼされた高麗の残党にあたる三別抄からの援助要請も黙殺した。文永8年（1271年）、モンゴルの使節が再来日して武力侵攻を警告すると、少弐氏をはじめとする西国御家人に戦争の準備を整えさせ、異国警固番役を設置している。
得宗家の権力を磐石なものとするため、文永9年（1272年）には評定衆である名越家の北条時章・教時兄弟や、六波羅探題南方別当（長官）である異母兄の時輔を誅殺している。だが間もなく時章に異心はなく誤殺であったとされ、討手である御内人5人は責任を問われて斬首。時章の子公時は所領安堵され、教時への討手には罰も賞もなしという結果となった（二月騒動）。文永11年（1274年）、『立正安国論』を幕府に上呈した日蓮を佐渡に配流するなど、モンゴルや朝鮮に対してだけでなく、国内の世論や一門に対しても苛烈に臨んだ。

### 文永の役への対応
文永11年（1274年）、元軍が日本に襲来した（文永の役）。いわゆる元寇である。激戦の末に元軍の内陸部への進撃を阻止した。翌年、降伏を勧める使節・杜世忠らが来日すると、鎌倉で引見し、連署の北条義政の反対を押し切って処刑する。建治3年（1277年）に義政は程なく連署を辞して出家するが、弘安6年（1283年）に北条業時が連署に就任するまで連署は空席となった。弘安2年（1279年）に来日した周福ら使節団も、大宰府で処刑させた。これらの処刑には元への示威行動の意図もあった。時宗はじめ幕府の首脳陣は自ら高麗出兵を一時は命じたが、軍事費などを勘案した末に結局は中止となった。代わりに異国警固番役を拡充し、長門探題及び長門警固番役を新たに設置し、文永の役を教訓として博多湾岸に現代も残る石塁を構築するなどして国防強化に専念した。特に石塁や警固番役には、御家人のみならず寺社本所領などの非御家人にも兵や兵糧の調達を実施したため、鎌倉幕府の西国における実質的な支配権が拡大した。六波羅探題に対しても、御家人の処罰権を与えるなど機能を強化させた。また、北条一族を九州などの守護に相次いで任命し現地にも下向させ、時宗も小山氏の播磨守護を免じて、自身が就任した。また寄合衆には平頼綱ら御内人の参加を広げ、将軍権力であった御恩沙汰などを行うなど得宗専制が強化された。その方針は、時宗の没後に具体化された弘安徳政にも反映されることになる。
その頃の朝廷では文永9年（1272年）に崩御した後嵯峨法皇の遺言により、後深草上皇と亀山天皇のどちらが治天の君になるかについて時宗が執権を務める幕府が裁定を任され、幕府は後嵯峨の中宮で後深草と亀山の生母の大宮院（西園寺姞子）に後嵯峨の真意がどちらにあったかを照会し、大宮院が亀山の名を挙げたことから亀山の親政が決定した。亀山は文永11年（1274年）に皇子の後宇多天皇に譲位して院政を開始するが、治天の地位を逃した後深草は不満を募らせ、後宇多が即位すると抗議のため翌建治元年（1275年）に上皇の待遇を辞退して出家しようとしたため、時宗は後深草の皇子である熙仁親王（後の伏見天皇）の立太子を実現させた（両統迭立）。

### 弘安の役から晩年
弘安4年（1281年）の弘安の役では、作戦指示が時宗の名義で出され、御内人が戦場へ派遣されて部隊の指揮にあたった。元軍は、2ヶ月近くの戦闘で日本軍の抵抗に苦戦した末に台風を受けて混乱し、さらに日本軍の総攻撃により壊滅した。こうして時宗は二度の元軍の襲来を撃退したが、戦後に今度は御家人などに対する恩賞問題などが発生し、財政難のなかで3度目の元軍襲来に備えて改めて国防を強化しなければならないなど、難題がいくつも積み重なっていた。
弘安7年（1284年）には、すでに病床にあったとされる。自身の死期を悟ったのか4月4日には出家し、同日に34歳（満32歳）で逝去。自らが開いた鎌倉山ノ内の瑞鹿山円覚寺に葬られた。死因は結核とも心臓病とも云われる。

## 人物
時宗は禅宗に帰依するなど信心深く、特に禅宗は父の時頼と交友のあった蘭渓道隆、南宋から来日した兀庵普寧・大休正念などから教えを受けていた。蘭渓道隆が死去すると名師を招くために中国に使者を派遣し、無学祖元を招聘する。祖元が開山した鎌倉の円覚寺（鎌倉市山之内）の開基となり、円覚寺を関東祈祷所とし、尾張国富田庄を寄進する。また、忍性の慈善活動を支援し、土佐国大忍荘を寄進したとも言われる。
熊本県南小国町の満願寺に時宗を描いたとされる頂相が所蔵されているが、これは時宗の従兄弟（血統的には甥）の北条定宗であるという説が現在では有力である。
『一遍上人絵伝』には一遍と出会った時宗の姿が描かれている。

## 評価

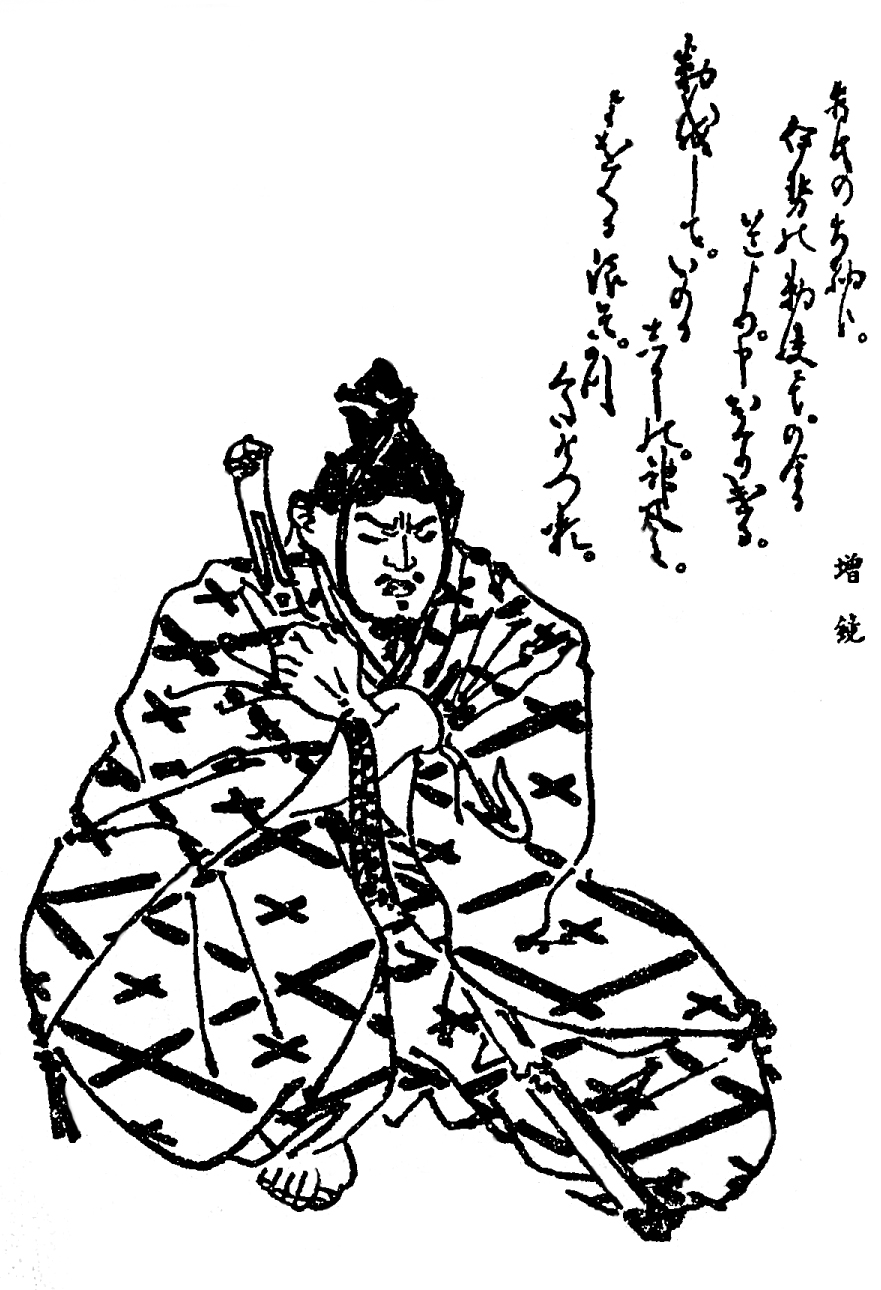
江戸時代『前賢故実』より。画：菊池容斎

時宗が帰依した無学祖元は、時宗は40年未満の生涯ながらその功績は70歳を越えて生きた人にも勝る、感情的になることなく、驕ることもない立派な人物だ、と、時宗の三回忌の際に賛辞の言葉を連ねた。
時宗は、父の時頼ほど伝説や逸話が豊富ではなく、本格的に論評が風発するのは近世に入ってからであった。その事績を礼賛するか、非難するかの差異は評する者の史実の解釈に依拠するところが大きく、特に現代的感覚においては、やや苛烈な印象を受けることとなる。
肯定的評価の多くは、権勢を振るった夷狄蒙古を撃退したという事績に集約され、蒙古からの通達に侵略の意図があり、使者を斬殺したことを是認する前提に立脚する。『増鏡』で名君であると称賛されている他、国学者の観点から、承久の乱で三上皇を島流しにした北条氏を逆賊として排撃した本居宣長も、時宗については肯定的に評している。水戸藩発行の『大日本史賛藪』では、全面的に時宗は礼賛されている他、頼山陽も時宗を礼賛している。
中世から近世においては、否定的な評価はあまり下されることがなかったが、橘守部は、蒙古襲来は朝廷潰しを意図する北条氏と蒙古が結託して行った自作自演であると仮定して時宗を弾劾している。しかし、守部のこの評価は荒唐無稽に過ぎるとしてあまり顧みられることはない。守部がかような荒唐無稽な珍説を提唱した背景には、守部の本居宣長に対する反感が沈潜していたと指摘される。
幕末、諸外国との折衝で紛糾し、尊王攘夷の気風が高まるようになると、俄然、時宗に対する礼賛は傾向を強めるようになる。明治時代には元寇受難者への追贈で時宗にも従一位が追贈され、湯地丈雄によって元寇記念碑が設立された。太平洋戦争の頃になり、皇国史観が鼓吹されるようになると、時宗に関する論考は一層盛んになり、評伝などが数多く書かれた。太平洋戦争で日本本土が攻撃されると、強大な外敵からの侵略に断固として立ち向かった時宗の姿勢を肯定的にとらえ、礼賛する風潮が生まれた。
戦後においては防塁の築造をはじめとする蒙古への対策は、「日本帝国主義の原点である」という評価さえ生じるようになった。上横手雅敬は「結果的に日本防衛には成功したが、多大な犠牲を払って徹底抗戦したその姿勢が、本当に適切だったかどうか疑わしい」と評し、無学祖元による賛辞も、「この手の禅僧の言葉は空疎」として、額面通りに信用することはできないと述べる。蒙古の使者を斬首に処したことについては、「国際慣行を無視した蛮行」と評した上で、使者を斬首しなければ弘安の役は避けられたかもしれないと時宗を非難しているが、実際には斬首の報せが届く前からクビライは日本征服の野望を表明し、軍船の建造を開始しており、また報せが届くと、元では朝議の結果、この件に関しては迂闊に元側から反応を示さないことに決している。
時宗の外交姿勢の原因は、蘭渓道隆や大休正念そして無学祖元ら、時宗や父・時頼が帰依した禅僧達が強く影響していると指摘される。彼らは皆、南宋から渡来した人物であり、蒙古が高麗で行った統治を考慮すれば、時宗の徹底抗戦の判断はむしろ妥当なものであったとの反論もある。また、川添昭二は鎌倉幕府が武断的性格を持つ武士によって作られた政権であったことから、徹底抗戦の構えは必然でもあったとしている。
細川重男は、二月騒動における、肉親や一族に対する粛清や、誤殺とみるや自分が差し向けた追手達さえ処刑する、さらには蒙古に対する強硬姿勢など、苛烈な処置から、目的の為には逡巡せず武力を行使し、意向に反するものは容赦せず処断する人物と評している。そして、細川は時宗の政治の本質は「武力偏重」であり「暴力主義」であると評している。そして、時宗がこうした強硬、暴力的な政策を取った背景には、「武家政権」というものが、暴力による支配、力による強制を根源、基盤としているためであると指摘する。
事績を概観すれば非情であり、専制的な政治家、権力者としての側面を指摘される一方、禅に篤く帰依し、家族に対しては温情を以って接した。
内政では、細分化する御家人の所領問題と蒙古襲来の事後処理に追われた。蒙古襲来以降は、内政・外交の両面で京都の朝廷に対する主導権を握ることとなった。これを契機として、鎌倉幕府は軍政組織としての「幕府」から全国的な国家組織としての色合いが濃くなっていったとする説がある。

## 時宗の執権就任時期に関する異説
通説では、第6代執権である北条長時が文永元年（1264年）8月に出家した後、長老の北条政村が第7代執権に、時宗が連署に就任し、4年後の文永5年3月に政村から執権を譲られたことになっている。これに対して、石井清文は以下の理由から、長時死去の際に時宗が直ちに執権に就任したとする説を出している。
石井の主張は、
- 「連署」の職名の由来は"下知状や御教書に執権と並んで連署した"ところに由来する[25]、実際に長時存命中は武蔵守長時（執権）・相模守政村（連署）の順で署判されている。
- 長時没後の最初の下知状とされているものに、文永元年10月10日付「宮城右衛門尉広成後家尼代子息景広与那須肥前二郎左衛門尉資長相論条々」（『鎌倉遺文』9166号）の暑判は「左馬権頭平朝臣」「相模守平朝臣」と記されている。『鎌倉遺文』では左馬権頭＝政村、相模守＝時宗と注釈するが、政村は左馬権頭を務めたことはなく（右頭権頭の在任はある）、左馬権頭を務めた経験があるのは時宗であり、政村が左京権大夫に転じて、その後任の相模守に時宗が就任するのは翌文永2年3月なので、それ以前に出された同文書の注釈に誤りがあり、左馬権頭＝時宗、相模守＝政村としなければならない。なお、『鎌倉遺文』に収められた文永元年8月以降文永2年3月以前の下知状・御教書は全てが左馬権頭を最初の署判者としている。
- 文永2年3月以降の下知状・御教書は官職の変動を反映して、相模守＝時宗、左京権大夫＝政村の順で署判が行われ、この状態が文永5年3月以降も継続されている。
- 政村が執権に就任していたとすると、その執権在任中だけ執権と連署の署判の順番が入れ替わっていることになるが、その事情が説明できない。
- 文永元年・5年の『吾妻鏡』の記事は存在せず、執権人事の異動に関する通説は『関東評定伝』や『鎌倉年代記』などを出典としているが、いずれも後世編纂史料であり、当時に出された文書を否定する根拠にはならない。

として、長時の次の執権は当時14歳の時宗で、政村は連署としてこれを補佐していたと述べている。石井は時宗がまだ若く経験不足であったが、前年の時頼の死去に続いて長時まで死去すると言う状況で、幕府内の反主流派が時宗の競合相手である異母兄・時輔を担ぐ事態を阻止するために時宗を執権として擁立し、連署の政村と新たに越訴奉行に任ぜられた北条実時と安達泰盛がこれを支える体制を構築しようとしたとする。ただし、文永5年3月に文書などの形では表に現れない政治的な異変が起きた可能性については今後の検討課題になるともしている。

## 系譜
- 父：北条時頼
- 母：葛西殿…北条重時の娘
- 妻：堀内殿…安達義景の娘
  - 男子：北条貞時

## 年表（仮）
| 和暦     | 西暦   | 月日 （旧暦）   | 内容                                     |
| -------- | ------ | --------------- | ---------------------------------------- |
| 建長3年  | 1251年 | 5月15日         | 生誕（数え年1歳）                        |
| 康元2年  | 1257年 | 12月26日        | 元服（7歳）                              |
| 弘長元年 | 1261年 | 12月22日        | 従五位下に叙し、左馬権頭に任官。（11歳） |
| 文永元年 | 1264年 | 8月11日         | 連署就任。（14歳）                       |
| 文永2年  | 1265年 | 1月5日          | 従五位上に昇叙。左馬権頭如元。（15歳）   |
| 文永2年  | 1265年 | 1月30日         | 但馬権守兼任。                           |
| 文永2年  | 1265年 | 3月28日         | 相模守兼任。但馬権守去る。               |
| 文永5年  | 1268年 | 1月29日         | 左馬権頭辞任。（18歳）                   |
| 文永5年  | 1268年 | 3月5日          | 執権就任。                               |
| 文永9年  | 1272年 | 2月             | 二月騒動（22歳）                         |
| 文永11年 | 1274年 | 10月            | 文永の役（24歳）                         |
| 弘安4年  | 1281年 | 5月             | 弘安の役（31歳）                         |
| 弘安4年  | 1281年 | 閏7月7日        | 正五位下に昇叙。相模守如元。             |
| 弘安7年  | 1284年 | 4月4日          | 死没（享年34、満32歳没）                 |
| 明治37年 | 1904年 | 5月17日（新暦） | 贈従一位                                 |

## 偏諱を与えた人物
（｢北条氏#北条氏による一字付与について｣も参照。）

### 北条氏一門
- 北条時方（のち顕時、金沢流当主）[27][28][注釈 4]
- 北条宗宣（大仏流当主、のち第11代執権）[29][30]
- 北条宗泰（宗宣の弟）[30]
- 北条宗長（名越流）

### その他（御家人など）
- 足利家時[30][31][注釈 5]
- 足利宗家（斯波宗家、家時の従兄弟）[33]
- 安達宗景（泰盛の子）
- 安達盛宗（宗景の弟）
- 安達宗顕（安達顕盛の子で時顕の父。宗景の従兄弟にあたる）
- 小田宗知[30]
- 小山宗朝[30]
- 小山宗長（貞朝の父）[30]
- 葛西宗清（清宗）[34]
- 河越宗重[30][35]
- 佐々木宗信（六角宗信、頼綱の子）[36]
- 佐々木宗綱（六角宗綱、頼綱の子）[36]
- 佐々木宗氏（佐々木氏京極流）[30]
- 佐々木宗綱（佐々木氏京極流）[30]
- 佐々木宗清（佐々木氏義清流）[30]
- 諏訪宗経[37]
- 平宗綱（頼綱の子）
- 飯沼資宗（助宗とも、宗綱の実弟）
- 武田信宗[38]
- 千葉宗胤[30][39]
- 千葉胤宗（宗胤の弟）[30][39]
- 長井宗秀[30]
- 二階堂行宗（二階堂氏）[30]
- 戸次時親（戸次氏）[40]
- 町野宗康[41][注釈 6]
- 結城時広[42][43]
- 結城宗広